# Dottignies
Dottignies (en neerlandès Dottenijs) és un nucli del municipi de Mouscron (Moeskroen) a la província d'Hainaut a la regió valona de Bèlgica, situat al marge del Zwarte Spierebeek. És un municipi amb facilitats lingüístiques per a la minoria de parla neerlandesa. L'1 de gener de 1977 fusionà amb Mouscron. El 2005 tenia 7130 habitants per a una superfície de 1400 hectàrees.

## Història

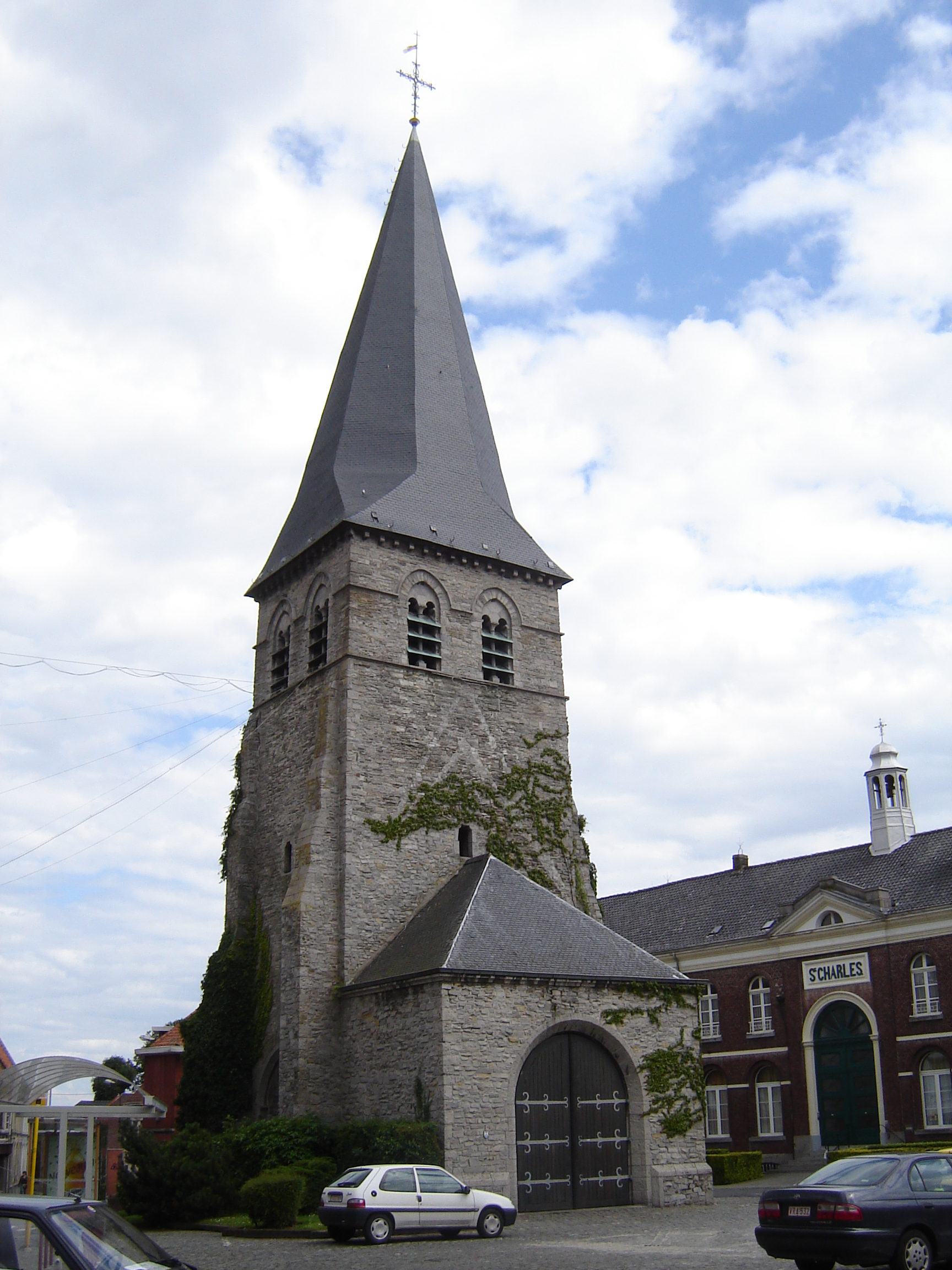
Torre de l'antiga església

El primer esment Dottiniacas data del 872. A l'edat mitjana el poble era compartit entre la castellania de Kortrijk, de Lilla i Tournai. Després del Tractat d'Aquisgrà (1668) Kortrijk i Tournai se cediren a França. Després del Tractat d'Utrecht (1713) passà als Països Baixos, excepte els enclavaments de la castellania de Lilla que van passar als Països Baixos austríacs després del Tractat dels límits del 1769. A la revolució francesa va ser annexat a França i assignat al departament del Leie que sota el Regne Unit dels Països Baixos va esdevenir la província Flandes Occidental. L'1 de gener del 1963 després que s'havia traçat la frontera lingüística oficial intra-belga el 1962, va ser transferit a la província d'Hainaut, com que una majoria de la població va optar per a la llengua francesa. Des d'aleshores, la minoria neerlandesa té facilitats.
Fins a l'inici del segle xix era un poble rural particularment conegut per a la cultura del lli a l'entorn de la qual va desenvolupar-se una indústria de tèxtil, després de la crisi del 1840. Fins als anys 1950, una grand part de la població treballava a la indústria del nord de la França.

## Monuments
- Unes masies del segle xvii u XVIII: Masia de Marhem, de la Cabocherie, de Valemprez, de la Haverie, de Buxramest i de Rouge-Croix
- De l'antiga església només roman la torre romànica del segle xii. La resta es va enderrocar el 1910 per a construir la nova església neogòtica.

## Persones
- Vescomte Leonard du Bus de Gisignies (1780-1849), polític, Governador de la província d'Anvers sota el Regne Unit dels Països Baixos de 1820 a 1823 i governador general de les Índies Orientals Neerlandeses de 1825 a 1830.
- El pare del cantautor Pierre Rapsat (1948-2002) és originàri de Dottignies